# Vladimír Körner

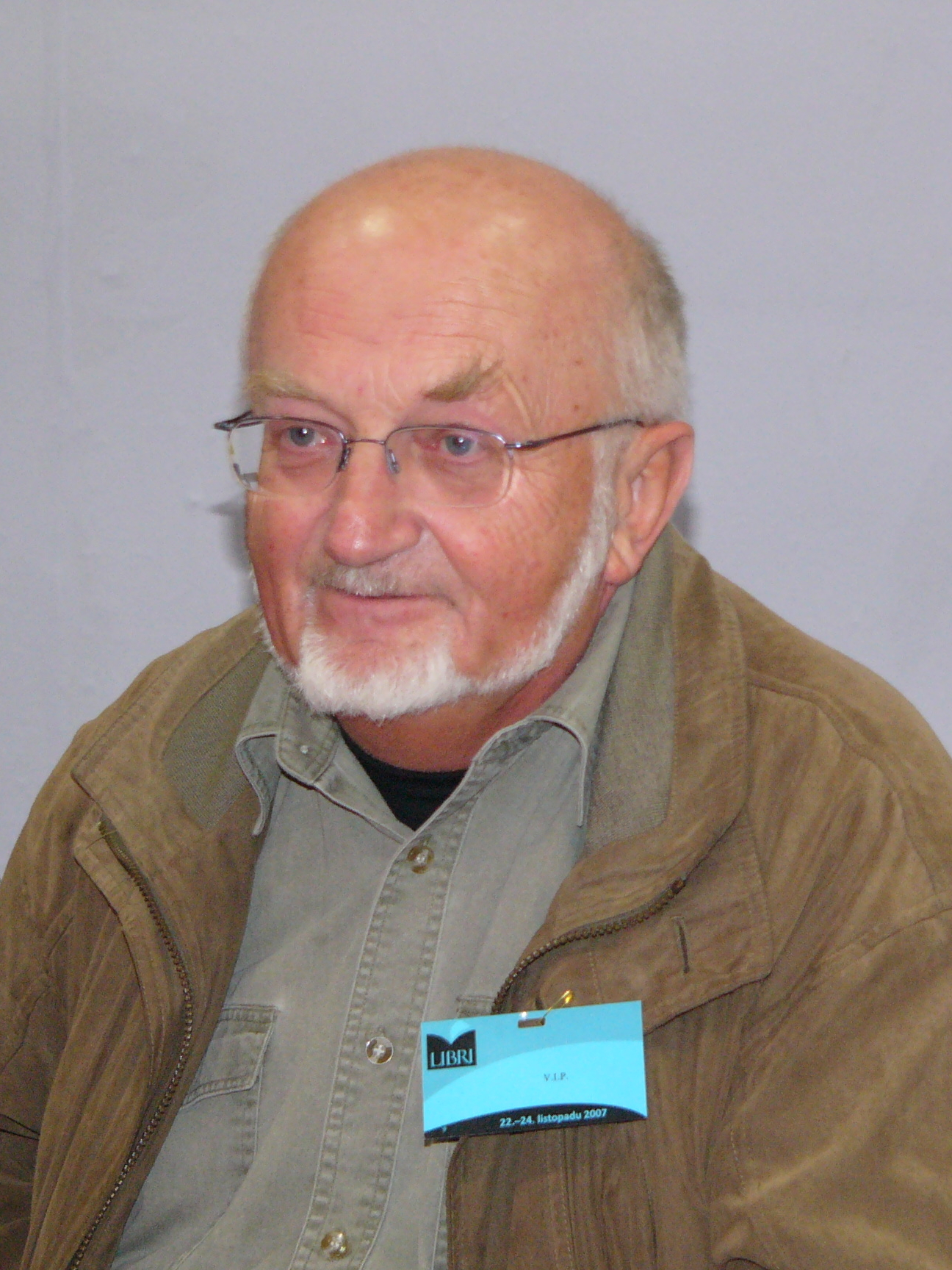
Vladimír Körner (2007)

Vladimír Körner (* 12. Oktober 1939 in Prostějov) ist tschechischer Drehbuchautor, Dramaturg und Schriftsteller.

## Leben
Sein Vater wurde während des tschechischen Aufstands in den letzten Kriegstagen erschossen. Er besuchte zunächst von 1954 bis 1957 die Industriefilmschule in Čimelice. An der Prager Filmakademie FAMU studierte er – unter anderem bei Milan Kundera und František A. Dvořák – von 1958 bis 1963 Dramaturgie. Von 1962 bis 1970 arbeitete er in den Filmstudios Barrandov als Dramaturg und bis 1991 als Drehbuchautor. Vladimír Körner lebt heute als einer der bekanntesten tschechischen Gegenwartsautoren in Prag.

## Werke
Die meisten seiner literarischen Veröffentlichungen waren ursprünglich für den Film vorgesehen. Auf sein Erstlingswerk, den Erzählband Splittern im Gras (Střepiny v trávě, 1964) folgte der Roman Blinder [Fluss]arm (Slepé rameno). Thema dieser zweier Bücher ist die destruktive Auswirkung des Krieges auf die menschliche Psyche. Das Kriegsthema verarbeitete er auch in der Novelle Adelheid, 1967, zwei Jahre später verfilmt durch František Vláčil. 1967 verfilmte Vláčil auch das Tal der Bienen (Údolí včel), eine Art Fortsetzung des Romans Die Sandnehrung (Písečná kosa, 1970) über den Deutschen Ritterorden im 13. Jahrhundert. Sein Werk hat meist die existenzielle Enge und Aussichtslosigkeit zum Thema.

### Prosa
- Střepiny v trávě, 1964
- Slepé rameno, 1965
- Adelheid, 1967, Arco Verlag, Wuppertal 2005, ISBN 3980841081
- Písečná kosa
- Údolí včel, 1975
- Zánik samoty Berhof, 1973
- Zrození horského pramene, 1979
- Podzimní novely, 1983
- Lékař umírajícího času, 1984
- Post bellum 1866, 1986
- Anděl milosrdenství, 1988
- Život za podpis, 1989
- Psí roky, 1992
- Smrt svatého Vojtěcha, 1993
- Oklamaný, 1994
- Odváté novely, 1995

### Drehbücher
- 1963: Čas jeřabin
- 1963: Deváté jméno
- 1964: Platzkarte ohne Rückkehr (Místenka bez návratu)
- 1966: Vrah skrývá tvář
- 1967: Údolí včel
- 1969: Adelheid
- 1969: Po stopách krve
- 1973: Pověst o stříbrné jedli
- 1974: Královské usínání, TV
- 1977: Sázka na třináctku
- 1977: V podzimním dešti, TV
- 1978: Silnější než strach
- 1980: Die Zuckerbaude (Cukrová bouda)
- 1983: Zánik samoty Berhof
- 1984: Kukačka v temném lese
- 1985: Stín Kapradiny
- 1989: Chodník cez Dunaj
- 1989: Kainovo znamení
- 1990: Svědek umírajícího času
- 1999: Kuře melancholik
- 1999: Lebensborn – Gestohlene Liebe (Pramen zivota)
- 2005: Krev zmizelého

## Mitgliedschaften
- Obec spisovatelů (Tschechischer Schriftstellerverband)